# Joma
Јома Спорт  је шпански бренд спортске одеће и обуће.

## Историја
Јома је основана 1965. године од стране Фруктуоса Лопеза за производњу ципела за општу употребу. 
Назив бренда потиче од имена Фруктуосовог прворођеног сина (Хосе Мануел). 1968. године компанија је почела да се специјализује за производњу и дистрибуцију спортске обуће. 
После релативног успеха, Јома је ушао на фудбалско тржиште, постигавши велики успех у земљи и иностранству. На крају, Јома Спорт је отворио канцеларије у Сједињеним америчким државама, Европи и Азији, тренутно присутне у преко 70 земаља широм света.